# Barbut capgrís
El barbut capgrís (Gymnobucco cinereiceps) és una espècie d'ocell de la família dels líbids (Lybiidae) que habita zones arbustives de la República Centreafricana, el Sudan del Sud, República Democràtica del Congo, nord d'Angola, nord-oest de Tanzània i oest de Kenya.

Generalment ha estat tractat com una subespècie del barbut gorjagrís.